# Bayview (okrug Humboldt, Kalifornija)
Bayview je naseljeno područje za statističke svrhe u američkoj saveznoj državi Kalifornija. Prema popisu stanovništva iz 2010. u njemu je živjelo 2,510 stanovnika.